# シムシティシリーズ
シムシティシリーズ（英語: SimCity series）は、アメリカのマクシスが開発したリアルタイム都市経営シミュレーションゲームのシリーズ。1989年に第1作『シムシティ』が発売されて以来、多くの作品が開発されている。マクシス社がエレクトロニック・アーツに吸収された1997年以降は同社からの発売となっている。
ミニスケープ（箱庭ゲーム）と呼ばれるコンピューターゲームの1つで、プレイヤーが市長となって街を運営していくことを目的としている。日本語表記は当初は「シムシティー」だったが、のちに音引きなしの「シムシティ」に変更された。

## ゲーム内容
『バンゲリングベイ』の作者ウィル・ライトによる作品。初代『シムシティー』はアメリカでは1989年発売、日本では1990年に発売された。プレイヤーは市長となって、様々な手法で「シム」と呼ばれる市民が住む街を繁栄させていく。
未開地に住宅・商業・工業地区を指定、交通機関や電力などの各種インフラを整備することで街を発展させる一方、犯罪や公害、交通渋滞などの都市が抱える諸問題や火災や地震などの災害への対応、財政、条例、情報収集等々、プレイヤーの仕事は多種多様である。新作になるほど現実性の追求から仕事はさらに複雑化する傾向にある。
シナリオモードなどを除きクリア条件は設定されておらず、半永久的にゲームを続けることができる。概ねのシリーズでは資金が一定以上マイナスになる（負債を抱える）とゲームオーバーになる（上院議員に立候補という名目）。
セル・オートマトンを用いた自立環境系ゲームのはしりで、ライフゲームのようなモデルを複数層重ね合わせる事で予測のつかないリアルな街の様子を表現している。プレイヤーがアクションを与えなくてもそれらしく状況が変化していく画期的な作品である。
パーソナルコンピューター用から家庭用ゲーム機、携帯電話などにも移植されている。日本市場のパソコン向けにはイマジニアから出ているものがある。

### 基本システム
- 支持率 - 市長の人気度。良い街づくりをするほど上昇していく。都市の人口を増やすには、まず支持率を上げることが不可欠である。主に教育・公安・防災・医療・雇用・公害・交通・公衆衛生・ライフラインの整備などを高めることで支持率を上昇させられる。
- 税金 - 町の主な財源となる要素で、主に住宅税や商業税などがある。税率はプレイヤーの任意で設定することができる。高く設定しすぎると支持率が下がる一方、低くしすぎると収入が衰え町が財政破綻を起こすので注意が必要。税率の調整によって産業の発展を調整できる[2]。
- 貿易 - 他の都市に物品を輸出し、毎月一定の収入を得ることができる。ただし、例えば「石油を輸出すると火力発電所の発電量が下がる」といったデメリットも存在する。バージョンによっては同様に、一定の金額を払えば他の都市にゴミを処分してもらえる。
- 災害 - プレイ中には火災・地震・台風・UFOの襲来などの災害が起こり、都市が破壊される場合がある。火災だけは消防署を設置することで発生率を抑えられるが、その他は基本的に防ぎようがない。作品によってはミニゲームで被害を食い止められることもある[2]。
- 地価 - 土地の人気度を表すバロメーターで、地価が高いほど高ランクの建物が建ちやすい。地価は主に「交通の便が良いか」・「学校などが近くにあるか」・「周囲の環境は良好か」などで評価される。地価が高いほど税収が上がる効果がある。

## 主な建物

### RCI+F系統
- 住宅地（R） - 町の主要要素の一つ。シムたちが住む場所で、町に最も多く建てられる建造物。低密度住宅・中密度住宅・高密度住宅の3つのランクがあり高いランクのものほど建てにくいが、より多くのシムが住める。
- 商業地（C） - 町の主要要素の一つ。シムたちの職場となり、住宅地とのバランスを考えて建てる必要がある。これも密度によって3つのランクに分けられるが、住宅地に比べて高いランクのものが建ちにくい。
- 工業地（I） - 町の主要要素の一つ。シムたちの職場となり、住宅地とのバランスを考えて建てる必要がある。比較的簡単に高密度の建物が建つので人口を増やしやすいが、周りの環境を汚染して公害を引き起こすというデメリットがある。
- 農業地 - 町の主要要素の一つ。工業地と同じ分類で扱われるがこちらは環境への影響はほとんどなく、とてもクリーンな産業である。しかし職場としての人気は低く人口を増やしにくいので、町の発展には不向きである。密度によるランク分けは無い。シムシティ4では低密度工業地となっている。

### 公共施設
- 学校 - シムたちの教育を高める効果を持つ施設。同時に周囲の地価を高めるが、毎年の維持費がかかる。バージョンによっては小学校や大学、社会人向けの図書館や美術館など様々な種類がある。
- 警察署 - 犯罪率を低下させる効果を持つ施設。ただし毎年の維持費がかかる。刑務所と一緒に設置すれば効果が高まる[2]。
- 消防署 - 火災が起こったときに消火し、さらに周囲の火災発生率を低下させる効果を持つ施設。ただし毎年の維持費がかかる。
- 病院 - シムたちの健康度を引き上げ、平均寿命を延ばす効果がある施設。ただし毎年の維持費がかかる。環境が汚染されている土地に建てると効果が下がる。
- 港 - 工業の発展に不可欠な施設。公害が発生するほか、水辺で一定の水深が必要になるなど、建設場所には大きな制約がある。
- 空港 - 商業の発展に不可欠な施設。港と同様に公害を引き起こし、建設には広い土地が必要となる。

### ライフライン
- 発電所 - 電力の供給源で、これが不足すると町全体が廃墟になってしまうという重要な施設。様々なバリエーションがあるがいずれも建設費用が高く、デメリットが多くて扱いづらいものが多い。以下のような種類がある。
  - 石炭発電所 - コストが安いのが魅力だが、大気汚染は激しい。年代によらず建てられる。
  - 石油発電所 - 石炭より高出力で汚染もやや少ない。ただし若干割高。こちらも年代によらず建てられる。
  - ガス発電所 - 石炭や石油よりは出力が劣るが汚染は比較的少ない。
  - 原子力発電所 - 大気汚染は無いが運が悪いとメルトダウンが起こり、放射能汚染を引き起こす。
  - 核融合発電所 - 発電量が大きく大気汚染も放射能汚染も無いが、非常に高コスト。基本的には未来技術という扱いを受けており、ゲーム中の年代が21世紀にならないと利用できず、数ある発電所の中で最も登場が遅い。
  - 水力発電所 - 値段が安く汚染も少ないが滝にしか建てられないうえ、発電量は低い。一度建てると半永久的に使えるので、これを大量に建てて終盤まで乗り切る手もある。2000のみ登場。
  - 風力発電所 - 値段が安くクリーンだが、面積あたりの発電量が低い。
  - 太陽光発電所 - 発電量が大きくクリーンだが高コストである。また、天候に左右される。2000ではガスと同出力で値段は65%。
  - マイクロ波発電所 - 宇宙空間にある太陽光発電所からマイクロ波として送信された電気を受け取る施設。高出力・クリーンだが、たまに送電に失敗して周辺が電子レンジ状態になってしまう。
- 浄水場 - 水の供給源。水が行き届いていないところは、町の発展速度が著しく下がる。ただし、周囲の水質汚染が激しいと正常に作動しない。以下のようなバリエーションがある。
  - 給水塔 - コストが低く建てやすい、オーソドックスな水施設。
  - ポンプ場 - コンパクトで給水量も多いが、近くに淡水の水場がないと給水量が下がる。4では地下水をくみ上げるため、どこでも給水量は変わらない。
  - 脱塩施設 - 海水を真水にする施設。近くに塩水の水場がないと動かない。
  - 水処理施設 - 水質汚染を除去する。
- ごみ埋め立て地 - ごみを処分する施設。ごみの悪臭で周りの地価を下げてしまう。ただしそれ自体にはごみを処理する能力は殆ど無く、一時的な「ごみ置き場」として扱われる。置かれたごみが全て焼却場に運ばれるまでは撤去できない。
- 焼却場 - ごみを処分する施設。埋め立て地の何十倍ものスピードでごみを処理できるが、そのぶん環境への影響もかなり高い。コストはやや割高。
  - エネルギー焼却炉 - ゴミを焼却しながら発電する。
- リサイクルセンター - 都市のゴミを減らす効果がある。

### 交通
- 道路 - もっとも基本的な交通手段。道路に面していない建物は発展がストップしてしまう。ただし交差点や曲がり角が多い複雑な交通網を作ってしまうと、その付近で渋滞が起こり排気ガスで大気汚染が起こるので注意が必要[2]。
- 鉄道 - より多くの人数を輸送することに適した交通手段。車を使う人を減らし、道路の渋滞を減らす効果がある。貨物も運ぶ。
- 地下鉄 - 地下に建設され駅も省スペースのため、人口密集地にも建設しやすいが高コスト。鉄道と違い旅客のみ。
- バス停 - 道路沿いに設置することで、渋滞を緩和できる。
- 高速道路 - 通常の道路より車線が広く、早く移動できる。建設費と維持費は高いが立体交差なので通常の道路や線路とぶつかる心配がなく、設置しやすい。途中に料金所を設置すると渋滞が起こりやすくなるが、街に収入が入る。

### 娯楽施設
- 公園 - 市民の憩いの場となり、周囲の地価を高める施設。また、同時に周りの環境を大幅に改善できる。これといったデメリットは無く、優秀な施設。

## 教育への活用
エレクトロニック・アーツは、シムシティを子どもたちの教育にも活用することを考えている。シリーズ第3作である『シムシティ3000』では、公式サイトで「ティーチャーズガイド」（SimCity 3000 Teacher's Guide）が公開されている。また、初代シムシティはOne Laptop per Child（OLPC）の100ドルパソコン（XO）にプリインストールされることが発表されている。

## シリーズ作品
- シムシティー
- シムシティ2000
- シムシティ3000
  - シムシティDS
  - シムシティDS2
  - シムシティ - iPhone・iPod touchで提供されていた作品。
  - シムシティ デラックス（iPhone、iPad） - iPhone・iPod touch、iPadで提供されていた作品[5]。
  - シムシティ クリエイター - シリーズ初のWiiでの作品。
- シムシティ4 - 2003年1月にPC用として発売。
- シムシティ ソサエティーズ - 2007年11月にアメリカ・オーストラリア・ヨーロッパで、12月に日本でPC用として発売。
- シムタウン
- シムシティ ネットワーク版 - iアプリ・EZアプリ・S!アプリで提供されている作品。
- シムシティ3D
  - マクシスがエレクトロニック・アーツに買収される以前の作品。現在発売中止。
  - シムシティ ネットワーク版の画像が3Dになったバージョン。FOMA 901i/902i対応、AUなど各機種でリリース。
- シムシティ（2013年版） - 2013年3月にPC用として発売。PC用としてシリーズ初のオンライン化された作品。
- Simcity Social - facebookなどのSNSサイト上で、Adobe Flash Playerを使ってウェブブラウザ上で遊べる、オンラインゲーム。
- SimCity BuildIt - App Store及びGoogle Playにて配信されているモバイル端末向けのシムシティ[5][6]。